# 约翰内斯·比尔克
约翰内斯·比尔克（丹麥語：Johannes Birk，1893年9月5日—1961年2月18日），丹麦男子竞技体操运动员。他曾代表丹麦获得1920年夏季奥运会体操比赛男子团体瑞典式银牌。他于1961年在海宁去世。